# Dingo cow-boy
Pour plus de détails, voir Fiche technique et Distribution.
Dingo cow-boy (Two Gun Goofy) est un court métrage d'animation américain de la série de Dingo, sorti le 16 mai 1952 aux États-Unis, réalisé par les studios Disney.

## Synopsis
Dans une petite ville du Far-West, le bandit Pete Pistol terrorise les habitants et attaque une banque. Il réquisitionne une diligence, occupée par une jolie demoiselle. Le cowboy Dingo arrive alors en ville. Voyant la demoiselle, il se précipite vers elle, ne prenant pas attention à Pete, ce qui lui vaut une réputation de sauveur... Le bandit est entré en prison pour être arrêté et Dingo est nommé shérif.

## Fiche technique
- Titre Original : Two Gun Goofy
- Autres titres [1]:
  - Suède : Jan Långben blir sheriff
- Série : Dingo
- Réalisateur : Jack Kinney
- Scénaristes: Dick Kinney, Brice Mack
- Voix[1] : Pinto Colvig (Goofy), Billy Bletcher (Pat)
- Animateur[1] : John Sibley, Ed Aardal, Wolfgang Reitherman, Hugh Fraser
- Effets d'animation: Dan MacManus
- Producteur : Walt Disney
- Société  de  production : Walt Disney Productions
- Layout : Al Zinnen
- Décors : Dick Anthony
- Musique : Paul J. Smith
- Distributeur : RKO Radio Pictures
- Date de sortie : 16 mai 1952[2]
- Format d'image : Couleur (Technicolor)
- Son : Mono (RCA Sound System)
- Durée : 7 minutes
- Langue : Anglais
- Pays de production :  États-Unis

## Voix françaises

### 1erdoublage (exploité dansDonald et Dingo au Far-West, 1977)
- Jacques Dynam : Dingo
- Paul Bonifas : Pat Hibulaire
- Jacques Hilling : le cocher
- Jean Berton : le maire

### 2edoublage (1991)
- Gérard Rinaldi : Dingo
- Michel Vocoret : Pat Hibulaire
- Daniel Gall : Narration traductive

### 3edoublage (1997)
- Gérard Rinaldi : Dingo
- Alain Dorval : Pat Hibulaire
- Marc Bretonnière : Voix additionnelles

## Commentaires
Le film et surtout son titre anglais Two Gun Goofy rendent hommage au court métrage de Mickey Mouse Mickey tireur d'élite (Two-Gun Mickey) (1934).
D'après le site The Encyclopedia of Disney Animated Shorts, Tic et Tac apparaissent dans le film 